# پروآمانولین
پروآمانولین (به انگلیسی: Proamanullin) با فرمول شیمیایی C39H54N10O11S یک ترکیب شیمیایی با شناسه پاب‌کم 82233 است. که جرم مولی آن ۸۷۰٫۹۷ گرم بر مول می‌باشد.